# Eckbolsheim
Eckbolsheim (elsässisch Eckelse) ist eine französische Gemeinde mit 7199 Einwohnern (Stand 1. Januar 2021) im Département Bas-Rhin in der Region Grand Est (bis 2015 Elsass).

## Geografie
Die Kleinstadt liegt in der Agglomeration von Straßburg an der D 45 zwischen Wolfisheim und Straßburg.

## Geschichte
Bereits in der Jungsteinzeit, etwa um 5000 bis 3500 v. Chr., lebten Menschen in der Gegend der heutigen Kleinstadt. Damals trat die Breusch mehrfach über die Ufer und überschwemmte das Gebiet. Ein keltischer Weg verband Straßburg mit dem Breuschtal und eine Römerstraße Basel mit Köln; sie kreuzten sich beim späteren Eckbolsheim.
Im Jahr 235 brachen die Germanen in das Gebiet ein. Sie besiegten die 7. römische Legion, wobei die Siedlung zerstört wurde.
Die erste sichere urkundliche Erwähnung stammt aus dem Jahr 884, als Kaiser Karl III. dem Kloster Honau Besitzungen bestätigt (Regnum Francorum online Diplomata Karoli Nr. 101).
Mönchsorden hatten zwischen dem 11. und 13. Jahrhundert einen großen Einfluss auf das Elsass. Die Dominikaner gründeten 1224 ein Kloster in Eckbolsheim, welches sie Santa Margherita nannten. In dieses zogen vorübergehend Schwestern des Klosters Sylo, nachdem ihr Kloster bei Schlettstadt 1263 abgebrannt war.

### Ortsname
Ein früherer Ortsname war Eggiboldesheim. Somit ist der Name aus den Wörtern Ecke und tapfer (oder auch bald) zusammengesetzt. Orte, deren Namen mit heim enden sind in der Regel alemannische Gründungen. In einem Dokument des Papstes Innozenz IV. erscheint das heutige Eckbolsheim als Eckboltzheim. Um das Jahr 1517 wurde es gemäß Dokumenten Egöltzen genannt.

### Bevölkerungsentwicklung
| 1962 | 1968 | 1975 | 1982 | 1990 | 1999 | 2006 | 2018 |
| ---- | ---- | ---- | ---- | ---- | ---- | ---- | ---- |
| 4234 | 4288 | 4154 | 4104 | 5253 | 5937 | 6347 | 6986 |

## Wirtschaft
Vom 18. bis ins 19. Jahrhundert erlebte die Landwirtschaft einen Aufschwung. Das handwerkliche und industrielle Gewerbe blieb vorerst spärlich; es existierten vor allem Mälzereien und Tierbeseitigungsanstalten. 1893 wurde die örtliche Straßenbahn in Betrieb genommen. Dank ihr erfuhr der Immobilienmarkt einen markanten Aufschwung.

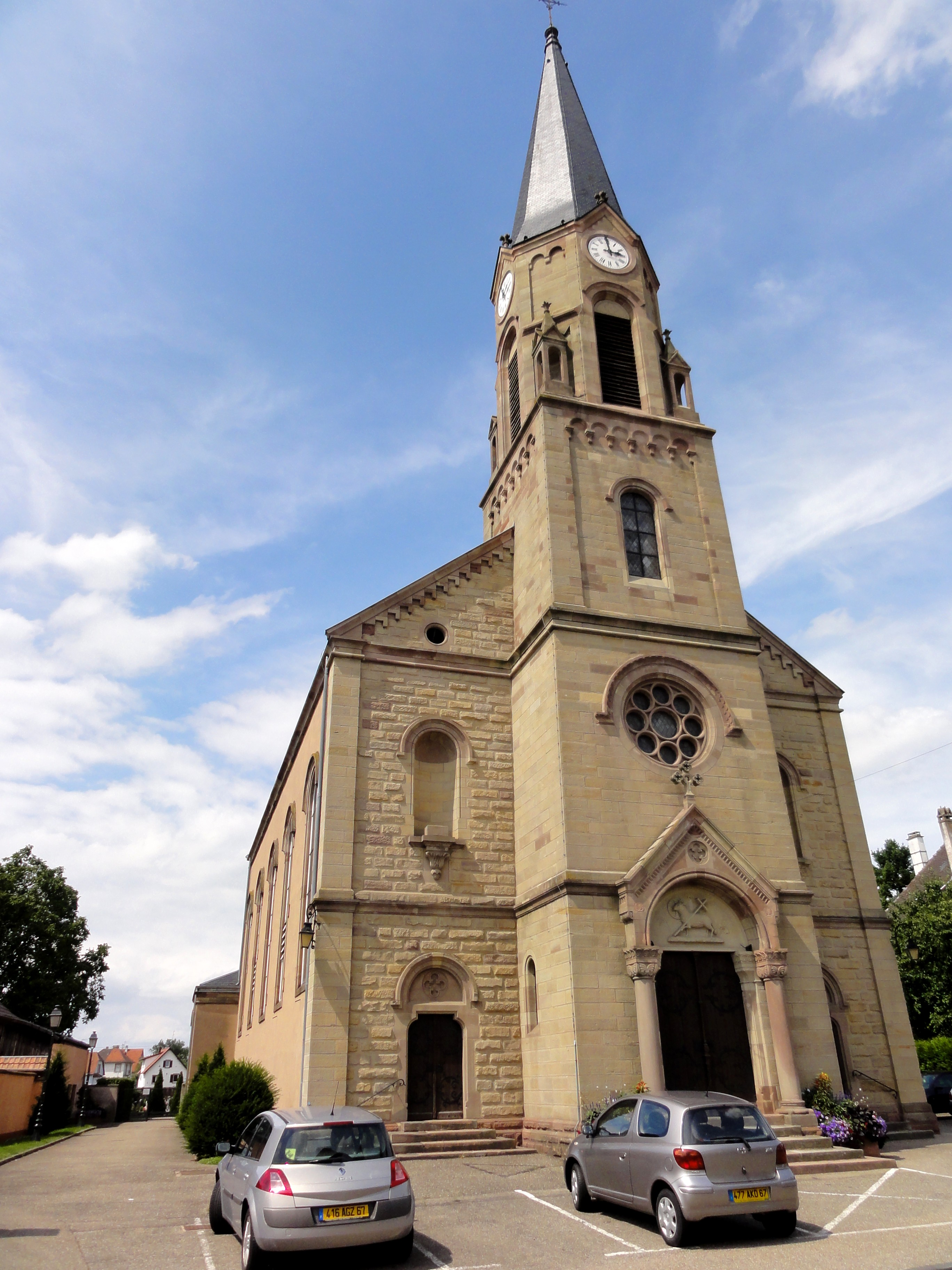
Kirche Saint-Cyprien
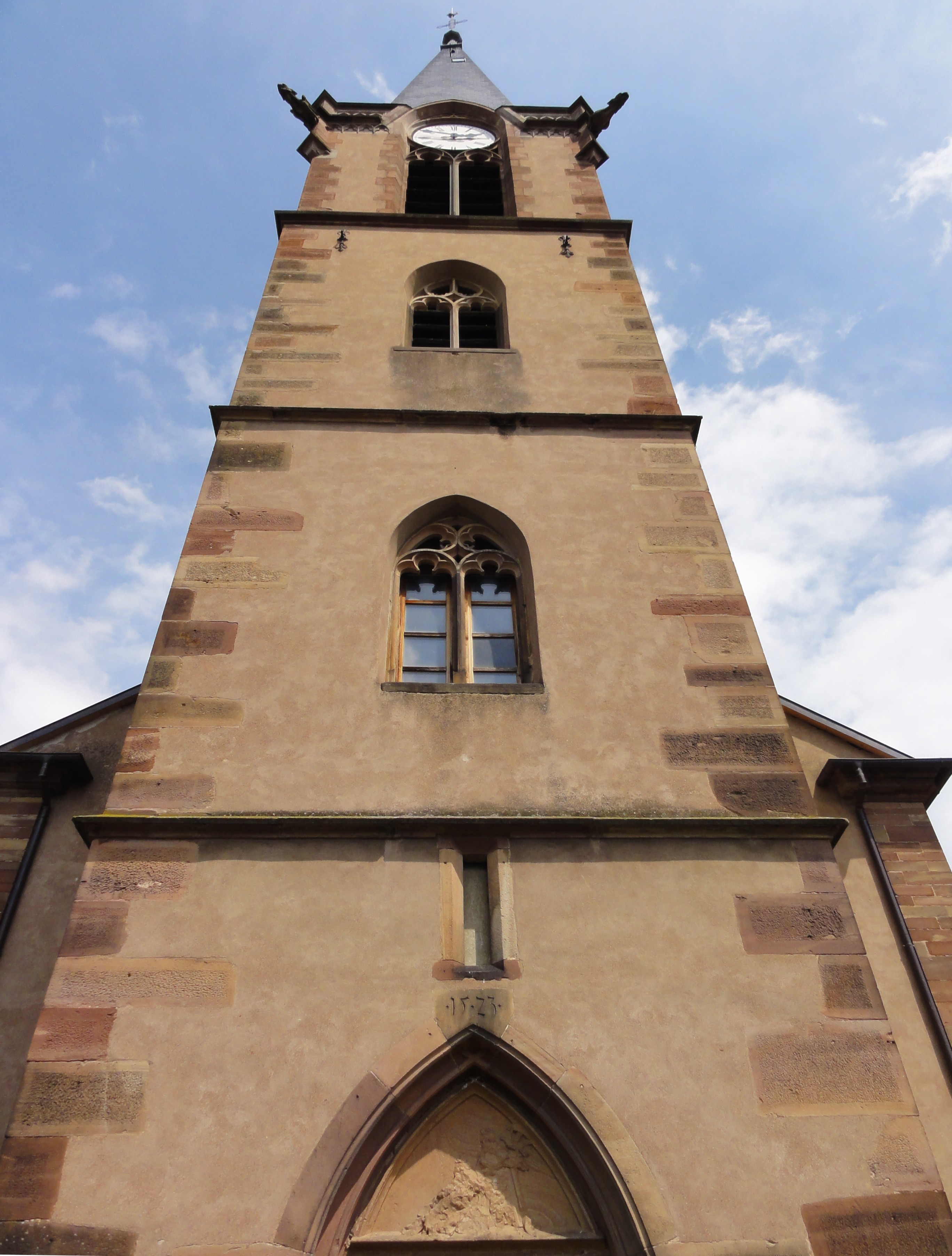
Turm der protestantischen Kirche

## Persönlichkeiten
- Charly Grosskost (1944–2004), Radrennfahrer